# Automeris submacula
Automeris submacula är en fjärilsart som beskrevs av Walker 1855. Automeris submacula ingår i släktet Automeris och familjen påfågelsspinnare. Inga underarter finns listade i Catalogue of Life.